# ذي سموع (حبيش)

تعديل مصدري - تعديل

ذي سموع محلة تابعة لقرية المحالل، التابعة لعزلة الفراعي بمديرية حبيش إحدى مديريات محافظة إب في الجمهورية اليمنية، بلغ تعداد سكانها 160 حسب تعداد اليمن لعام 2004.